# محوطه شمال قلعه گلبلاغ بالا
محوطه شمال قلعه گلبلاغ بالا در شهرستان بیجار، بخش مرکزی، روستای گلبلاغ بالا واقع شده و این اثر در تاریخ ۲۴ فروردین ۱۳۸۲ با شمارهٔ ثبت ۸۰۶۹ به‌عنوان یکی از آثار ملی ایران به ثبت رسیده است.